# Asigurări sociale
Asigurările sociale reprezintă orice program sponsorizat de guvern cu următoarele patru caracteristici:
- beneficiile, condițiile de eligibilitate și alte aspecte ale programului sunt definite prin lege;
- depozitul explicit ține cont de venituri și cheltuieli (adesea prin intermediul unui fond fiduciar);
- el este finanțat prin taxe sau prime plătite de către (sau în numele) participanți (dar pot fi furnizate, de asemenea, și surse de finanțare suplimentare); și
- programul servește o populație definită, iar participarea este fie obligatorie, fie subvenționată atât de puternic încât majoritatea persoanelor eligibile aleg să participe.[1]

Asigurările sociale au fost definite, de asemenea, ca un program ale cărui riscuri sunt transferate către și puse în comun de către o organizație guvernamentală care trebuie să ofere legal anumite beneficii.
În SUA, programe care îndeplinesc aceste definiții includ Social Security, Medicare, programul Pension Benedit Guaranty Corporation, programul Railroad Retirement Board și programul sponsorizat de stat de asigurări de șomaj. Canada Pension Plan (CPP) este, de asemenea, un program de asigurare socială.

## Asemănări cu asigurările private
Printre asemănările tipice între programele de asigurări sociale și programele de asigurări private se află:
- Mutualizarea largă a riscurilor;
- Definiții specifice ale beneficiilor acordate;
- Definiții specifice ale regulilor de eligibilitate și ale sumei acoperite;
- Contribuții specifice sau taxe necesare pentru a satisface costurile estimate ale sistemului.[3]

## Diferențe față de asigurările private
Diferențele tipice între programele de asigurări private și programele de asigurări sociale includ:
- Programele de asigurări private sunt proiectate în general cu un accent mai mare pe echitate între cumpărătorii de polițe individuale în timp ce programele de asigurări sociale pun un accent mai mare pe adecvarea socială a beneficiilor pentru toți participanții.
- Participarea la programele de asigurări private este adesea voluntară; dacă achiziționarea asigurărilor este obligatorie, persoanele fizice au, de obicei, posibilitatea de a-și alege asigurătorii. Participarea la programele de asigurări sociale este, în general, obligatorie; dacă participarea este voluntară, costul este subvenționat suficient pentru a asigura, în esență, participarea universală.
- Dreptul la beneficii într-un program de asigurări private este contractual, pe baza unui contract de asigurări. Asigurătorul nu are dreptul unilateral de a modifica sau rezilia condițiile de acoperire a pagubelor înainte de sfârșitul perioadei contractuale (cu excepția cazului neplății primelor). Programele de asigurări sociale nu au la bază un contract, ci un statut, iar dreptul la prestații este astfel mai degrabă statutar decât contractuale. Prevederile programului pot fi schimbate în cazul în care statutul este modificat.